# Éditocrate
Le terme éditocrate désigne une personnalité très présente dans les médias, et plus spécifiquement de l'édition, qui donne régulièrement son opinion sur un grand nombre de sujets dont elle n'est pas forcément spécialiste. Apparu dans les années 2000, ce terme péjoratif est utilisé pour dénoncer une sorte d'aristocratie médiatique, un cercle fermé de journalistes, essayistes ou éditorialistes constamment invités dans les médias, et qui sont souvent accusés de connivence avec les élites politiques et économiques. L’éditocrate désigne ainsi les membres de la médiacratie dirigée par ces personnalités du monde de l'édition.

## Origine
Plusieurs documentaires dont Les Nouveaux Chiens de garde dénoncent l'absence de séparation qui existerait, selon eux, entre le travail journalistique, le travail éditorial et la publicité. Ces contaminations du travail journalistique par l'éditorial et/ou par la publicité sont à l'origine du terme d'éditocrate. 
Henri Maler d'Acrimed, affirme que « Le journalisme de commentaire écrase le journalisme d'information. Le journalisme politicien écrase le journalisme d'investigation et d'enquête sociales ». 
Le terme se fonde sur une critique liée à ce que, selon ses thuriféraires, les journalistes seraient diplômés des mêmes universités et des mêmes écoles, et vivraient en circuit fermé. Certains participent à des think tanks.  
Selon eux, les requis d'indépendance (conflit d’intérêt patent), de pluralité de points de vue, d'objectivité ne sont plus assurées lorsqu'on constate la similitude des analyses et des préconisations politiques, la concordance des erreurs sur les raisons de la crise financière, économique, sociale, politique, démocratique de 2007 à 2012 par exemple. Le cas du referendum sur la constitution européenne est souvent cité. 95% des éditorialistes s'étaient prononcés pour le oui, ce qui ne représentait nullement l'opinion de la majorité des Français. La médiacratie est, pour les investigateurs, une partie de l'oligarchie au pouvoir. L'information, censée être le quatrième contre pouvoir de toute démocratie réelle, ne l'est plus,. 
Le terme est également utilisé dans le cadre de diverses théories du complot, où les grands journalistes sont présentés comme les agents d'une conspiration visant à faire du mal au peuple. Le complotiste Thierry Meyssan  utilise par exemple le terme dans ses ouvrages pour acculer les journalistes avec lesquels ils n'est pas d'accord.

CNews,
BFMTV,
Fox News...
... ou encore le Daily Mirror, entre autres, font souvent appel à des personnalités de l'éditocratie.